# Power Rangers: Zeo
Power Rangers: Zeo este un serial despre 5 tineri chemați din nou de Zordon (Robert L. Manahan) să le dea niște transformatoare pentru a deveni rangeri. Zordon reapare din nou după seria precedentă numai că recrutează câțiva rangeri din seria precedentă care să salveze lumea se reîntorc Tommy, Adam, Katherine, Rocky în schimb este un nou ranger în echipă Tanya pentru a-i ajuta să salveze lumea cei 5 rangeri sunt: rangerul galben Tanya (Nakia Burisse), rangerul albastru Rocky (Steve Cardenas), rangerul verde Adam (Johnny Yong Bosch), rangerul roz Kat (Catherine Sutherland), și rangerul roșu Tommy (Jason David Frank) între timp, mai apare un ranger unul de aur Jason (Austin St.John) care li se alătură echipei. Aceștia sunt ajutați în lupte din nou de Alpha 5 (Richard Steven Horvitz) , și un nou asistent Billy (David Yost) care le trimite echipament.

## Început de serial
Este vorba de 5 adolescenți (de fapt șase) care se hotărăsc să fie recrutați la salvarea lumii.Tommy,Tanya,Rocky,Adam,Katherine și Jason sunt eroii noștri Power Rangers.

## Date despre serial

### Început de serial
În casa domnului Zordon se află baza Power Rangers locul unde s-au transformat în Power Rangers.
- Tommy Thomas Oliver - el este rangerul roșu original este liderul echipei.

- Rocky DeSantos - el este rangerul albastru original.

- Adam Park - el este rangerul verde original.

- Tanya Sloan - ea este rangerul galben original.

- Katherine Kat Hillard - ea este rangerul roz original.

- Jason Lee Scott - el este rangerul auriu original.=== Aliații ===

- Bulk Farkus Bulkmeier și Skull Eugene Skullovitch - se întorc iarăși cei doi băieți șmecheri, însă nu au renunțat să facă glume pe seama rangerilor, însă nu se vor lăsa mai prejos rangerii și vor încerca din nou să îi păcălească.

- Ernie - se întoarce patronul și proprietarul de la Youth Center el apare pentru a doua oară după seria precedentă este văzut în toate episoadele, la un bar cu sucuri, și le oferă chiar și mâncare.

- Locotenentul Stone - el a fost la juniorii poliției dar a avansat și a ajuns la seniorii poliției, arestează în general infractorii, cei care fac rău inclusiv Bulk și Skull.

- Billy Cranston - el este fostul Power Ranger, care a avut șansa de la lorzii din Triforia să devină rangerul auriu, dar a refuzat pe motiv că vrea să ajute pe rangeri alături de Alpha 5 și Zordon.Însă un fost ranger Jason a fost de acord să li se alăture celorlalți rangeri și să devină rangerul auriu.